# Данилo Ачински
Данилo Ачински (рођ. Данило Корнилович, 12 (23) децембар 1784, град Нови Санжари, Полтавска губернија - 15 (28) април 1843, Јенисејск) - локално поштовани светитељ Руске православне цркве; каононизован 1999. године.

## Биографија
Рођен је 12. децембра 1784. године, у месту Нови Санжари, Кобељачки округ, Полтавска губернија, у козачкој породици. Његов отац Корнелије Дели је изгубио разум 20 година пре смрти, али је умро хришћанском смрћу на Страсну недељу. О мајци се зна да се звала Агафја Дели и била позната као добра домаћица и поштена жена.
Са петнаест година Данило се разболео од грознице, а његова породица је почела да страхује да ће га сачекати судбина његовог оца, али се после два месеца потпуно опоравио. Пошто је научио да свира бас, он и његови другови почели су да се баве музиком, и тако зарађују за живот, али је на захтев свог деде напустио ово занимање и, заменивши болесног оца, почео да се бави пољопривредом. Међутим, 1807. године је позван у војску. Распоређен је у артиљерију. Тамо, у батеријској школи, научио је да чита и пише.
Током Отаџбинског рата 1812, Данило је учествовао у војним биткама против велике Наполеонове војске. Кроз Бородинско поље пролазио је и његов војнички пут. Заједно са руским трупама, бацајући непријатеља у бекство, као артиљерац је стигао до Париза. А по повратку, његова батерија је била стационирана у граду Лебедјањ. Одатле је 1820. дошао на одмор код својих рођака у Нове Санжаре.
Ревносно служење Цару и Отаџбини све је више почело да уступа место жељи да се служи Богу. То је олакшано читањем Светог писма и житија светих, што је на Данила оставило неодољив утисак. Изменио је многе дубоке мисли и дошао до намере да се угледа на праведника: да се повуче из сујете и непролазности света у усамљеност ради молитве и подвига. После седамнаест година беспрекорне војне службе, Данило је почео да тражи од својих претпостављених да га пусте у манастир или у пустињу, али није наишао на разумевање. Командири су покушали да га уразуме, чак су га стрпали у казнену ћелију, али је он само постао још јачи у својој одлуци. На крају је дошло до војног суђења. Суђено му је због „намјере да се потпуно повуче из службе и живи у пустињи“, због чега му је одузет војни чин и осуђен на прогонство.
Данило је дошао у Сибир заједно са злочинцима у оковима. По доласку, распоређен је на доживотни рад у дестилерији Боготол, која се тада налазила у Томској губернији (сада град Боготол припада Краснојарској територији). Овдашњи извршитељ мрзео је скромног осуђеника и почео да му задаје најтеже послове. Али Данило је био јак у Богу и није ослабио. Радећи цео дан, ноћу је стајао на молитви.
Добивши слободу, Данило се настанио у Ачинску у малој ћелији богољубивог трговца. Отшелник је овде изабрао за себе суров живот: непрестан рад, подвижништво и непрестану молитву. Убрзо се преселио у село Зерцали, седамнаест миља од Ачинска. Тамо је његова ћелија била величине ковчега, прозор у ћелији био је величине бакрене десетке. У овом затвору је остао недељама без изласка. Понекад би радио ручне радове у улазу. Али он није узимао новац за свој посао, него је прихватао само хлеб за храну. Ноћу је тајно излазио да ради за сиромашне, обрађивао њихову земљу, жео, косио и радио у њиховим баштама.
Носио је појас од брезове коре, који је касније урастао у његово тело (са њим је и сахрањен). Носио је и гвоздене ланце и обруч, али их је недуго пре смрти скинуо и то овако објаснио: „Тело ми је навикло и није ми мука од њих, али онда је само подвиг користан када доводи до ивичњака. Тело. Нека људи боље кажу за мене: „Данило је данас постао лењ“. Ово ће ми бити боље од њихове похвале.”
Људи су почели да иду код Данила по благослов, по савет, а други само да би га видали. Сам поглед на подвижника неодољиво је деловао на душу. Дешавало се да окорели грешници плачу и откривају своје грехе, осећајући утицај Божије благодати, јасно пребивајући у старцу. Трудио се да говорим у параболама како би то било разумљиво само онима којима су ове речи упућене. Посећивали су га локални властелини и архиепископ Иркутски Михаил. И понекад су плакали током разговора са Данијелом.
Дана 15. априла (стари стил) 1843. године, старац Данило се последњи пут исповедио, причестио на Литургији, а после подне, након читања парастоса, умро је тихо, на коленима. То се догодило на Васкрс – у четвртак Светле недеље у четири сата после подне у педесет деветој години његовог тешког живота. После смрти, на лицу праведног старца утиснуо се жив, радостан осмех.
Сахрањен је у близини храма Рођења Христовог, где је марљивошћу његових поштовалаца подигнута капела.
Године 1999. старац Данило је канонизован је у Краснојарско-јенисејској епархији као локално поштовани светац. 2000. године у Краснојарску је подигнута црква у име Светог Данила Ачинског.
Успомена на праведног Данила празнује се 28. априла (15. априла, чл. стил) и 23. јуна (10. јуна, ч. стил) (Саборни храм сибирских светитеља).